# The Failure
The Failure é um filme mudo norte-americano de 1911 em curta-metragem, do gênero romance, dirigido por D. W. Griffith.